# Denis Moschitto
Denis Moschitto (Köln, 1977. június 22.) német színész.

## Élete és pályafutása
Az anyja Törökországból az apja Olaszországból származik.

## Filmográfia
- 1999: Szomorú vasárnap (Ein Lied von Liebe und Tod – Gloomy Sunday)
- 1999: Tetthely (Tatort): Drei Affen epizód
- 2000: Schule
- 2001: Tatort: Bestien epizód
- 2001: Nichts bereuen
- 2003: Tatort: Romeo und Julia epizód
- 2003: Northern Star
- 2003: Die Klasse von ’99 – Schule war gestern, Leben ist jetzt
- 2003: Verschwende deine Jugend
- 2004: Ein starkes Team: Der Verdacht epizód
- 2005: Süperseks
- 2005: Kebab kapcsolat (Kebab Connection)
- 2007: Meine böse Freundin
- 2008: Zwei Zivis zum Knutschen
- 2008: Chiko
- 2008: Másfél Lovag (1½ Ritter – Auf der Suche nach der hinreißenden Herzelinde)
- 2009: Tatort: Familienaufstellung epizód
- 2009: Zweiohrküken
- 2010–2012: Allein gegen die Zeit
- 2011: Almanya, a török pradicsom (Almanya – Willkommen in Deutschland)
- 2011: Gegengerade – Niemand siegt am Millerntor
- 2011: Spreewaldkrimi: Die Tränen der Fische epizód
- 2011: Rubbeldiekatz
- 2011: Brand – Eine Totengeschichte
- 2012: Tatort: Hochzeitsnacht epizód
- 2014: Tatort: Türkischer Honig epizód
- 2014: Coming In
- 2015–2017: Im Knast (12 részes tévésorozat)
- 2016: München Mord – München Mord: Kein Mensch, kein Problem epizód
- 2017: Mérgezett egér (Wilde Maus)
- 2017: Amelie rennt
- 2017: Sötétben
- 2017: Bella Germania (3 részes)